# هومن خلیلی
هومن خلیلی
هومن خلیلی (زادهٔ ۱۳۷۰ در اهواز) میکروبیولوژیست، فعال سیاسی، نویسنده و بنیان‌گذار سازمان نسل زد است. وی یکی از چهره‌های نسل جوان معترض به جمهوری اسلامی ایران به‌شمار می‌رود و پس از مهاجرت به خارج از کشور، فعالیت‌های خود را در حوزه‌های مدنی، حقوق بشری و سیاسی ادامه داده است. خلیلی همچنین تهیه‌کننده پادکست سیاسی-اجتماعی «زبان‌زد» و از شرکت‌کنندگان در نشست‌های بین‌المللی از جمله نشست همگرایی مونیخ یک و مونیخ دو با حضور شاهزاده رضا پهلوی بوده است.
زندگی‌نامه
هومن خلیلی در سال ۱۳۷۰ در شهر اهواز زاده شد. تحصیلات ابتدایی خود را در مدرسه «شیخ انصاری» و دوره راهنمایی را در مدرسه «کارون» گذراند. او دوران دبیرستان را در دبیرستان «گروه ملی» اهواز به پایان رساند و در سال ۱۳۹۰ وارد دانشگاه آزاد اسلامی واحد بابل شد. وی در سال ۱۳۹۴ مدرک کارشناسی خود را در رشته بیوتکنولوژی دریافت کرد.
در همان سال، تحصیلات خود را در مقطع کارشناسی ارشد رشته ژنتیک انسانی در دانشگاه آزاد اسلامی واحد ورامین آغاز نمود. با آغاز اعتراضات سراسری دی‌ماه ۱۳۹۶، فعالیت‌های سیاسی او از سوی نهادهای امنیتی شناسایی شد و در پی آن، از دانشگاه اخراج و به مدت پنج سال از ادامه تحصیل محروم گردید. خلیلی با سپردن وثیقه از کشور خارج شد و در کشور سوئد درخواست پناهندگی سیاسی داد.
فعالیت‌های سیاسی و مدنی
هومن خلیلی بنیان‌گذار و مدیر اجرایی سازمان نسل زد است؛ سازمانی غیردولتی که با هدف توانمندسازی جوانان برای رهبری سیاسی آینده ایران، حمایت از حقوق بشر، و مبارزه با استبداد جمهوری اسلامی فعالیت می‌کند. این سازمان به‌عنوان بستری برای کنش سیاسی نسل جوان ایرانی در تبعید شناخته می‌شود و در قالب پروژه‌ها، نشست‌های تحلیلی، تولید محتوای آموزشی، کمپین‌های اجتماعی و همچنین سازماندهی مبارزان میدانی در داخل ایران، فعالیت دارد.
هومن خلیلی دو مقالهٔ تحلیلی با عناوین «جدال اندیشه‌ها؛ تقابل تفکرات چپ و راست در سوشیال مدیا» و «همبستگی و نقش مرجعیت سیاسی در پیروزی جنبش‌های انقلابی» نگاشته است. این مقالات با بررسی عمیق سازوکارهای شکل‌گیری و تقابل جریان‌های فکری و نقش رهبری سیاسی در تحولات اجتماعی، در محافل پژوهشی و میان فعالان مدنی و علوم سیاسی بازتاب گسترده‌ای یافته‌اند.
رسانه و تولید محتوا
هومن خلیلی تهیه‌کننده پادکست فارسی‌زبان زبان‌زد است؛ برنامه‌ای با رویکرد تحلیلی-اجتماعی که به بررسی موضوعاتی چون حقوق بشر، آزادی بیان، مبارزه مدنی، و ساختار آینده‌نگر دموکراسی در ایران می‌پردازد. این پادکست با مخاطبانی از جامعه ایرانی داخل و خارج از کشور، به دنبال ایجاد آگاهی سیاسی و توانمندسازی فکری نسل جوان است.
مهاجرت و زندگی در تبعید
پس از خروج از ایران، خلیلی در کشور سوئد اقامت گزید و پناهندگی سیاسی دریافت کرد. فعالیت‌های او عمدتاً در حوزه‌های حقوق بشر، عدالت انتقالی، اطلاع‌رسانی بین‌المللی درباره وضعیت ایران و مشارکت در تظاهرات‌ها و نشست‌های بین‌المللی ضد حکومت جمهوری اسلامی متمرکز است. وی در سازمان‌دهی چندین حرکت اعتراضی، از جمله تظاهرات نخستین سالگرد قتل حکومتی مهسا امینی، تظاهرات حمایتی از شاهزاده رضا پهلوی در ۱۸ فوریه در ژنو و کنفرانس‌های اپوزیسیون در اروپا نقش کلیدی ایفا کرده است.